# Йозлем Йълмаз
Йозлѐм Йълма̀з (на турски: Özlem Yılmaz) е турска филмова актриса, популярна с участието си в теленовели.

## Биография
Йозлем Йълмаз е родена на 17 юли 1986 година в Истанбул. Започва актьорската си кариера на 20-годишна възраст с участие в сериала Karagümrük Yanıyor през 2006 година. До края на 2009 година се е снимала в 8 сериала. В България е известна с главната женска роля на Еда от сериала „Незабравима“.

## Филмография
| Година      | Филм                    | Роля   |
| ----------- | ----------------------- | ------ |
| 2006        | Karagümrük Yanıyor      | Elmas  |
| 2006        | Felek Ne Demek          | Tülay  |
| 2006        | Rüyalarda Buluşuruz     | Emine  |
| 2007        | Dicle                   | Lal    |
| 2007        | Zoraki Koca             | Ayse   |
| 2008        | Dantel                  | Firuze |
| 2008        | Servet Avcısı           | Zeynep |
| 2009 – 2011 | Незабравима (Unutulmaz) | Eda    |
| 2011        | Dedektif Memoli         | Ezo    |
| 2014        | Emanet                  | Zelal  |
| 2015        | Kara Ekmek              | Asiye  |
| 2018        | Ağlama Anne             | Damla  |

## Личен живот
На 9 ноември 2013 г. се омъжва за Ахмет Айар, с когото има връзка от 2011 г. През 2015 г. двамата се развеждат.